# ロンゲーナ
ロンゲーナ（伊: Longhena）は、イタリア共和国ロンバルディア州ブレシア県にある、人口約600人の基礎自治体（コムーネ）。

## 名称
標準イタリア語以外では以下の名称を持つ。
- ロンバルド語ブレシア方言 (it) : Longhena [4]

## 地理

### 位置・広がり
ブレシア県南部、バッサ・ブレシアーナ（低地ブレシア） (it:Bassa Bresciana) のコムーネ。 県都ブレシアの南西約17km、クレモナの北約24km、州都ミラノの東約68kmに位置する。面積は3.39km2で、ブレシア県で最も狭いコムーネである。

#### 隣接コムーネ
- ブランディーコ - 北
- マイラーノ - 北東
- デッロ - 南東
- コルツァーノ - 西

### 地震分類
イタリアの地震リスク階級 (it) では、3 に分類される
。